# Putzhof
Putzhof ist ein Ortsteil des Marktes Eslarn im oberpfälzischen Landkreis Neustadt an der Waldnaab.

## Geographische Lage
Der Weiler Putzhof liegt rund 5 km südlich von Eslarn auf einer Rodungsfläche an der Passstraße nach Oberlangau.
Südlich von Putzhof bildet das bis 808,6 m hohe Stangenberg-Stückberg-Massiv die Grenze zum Landkreis Schwandorf.
Die Nachbarorte sind im Südwesten Oberaltmannsrieth, im Nordosten Gmeinsrieth und Premhof.

## Geschichte
Putzhof gehört zu den ältesten Siedlungsstätten, die Anfang des 11. Jahrhunderts bei 
der Rodung und Besiedlung des Gemeindegebietes des heutigen Eslarns entstanden.
Diese ältesten Siedlungsstätten sind die heutigen Ortsteile
Büchelberg, Putzhof, Oberaltmannsrieth, Putzenrieth, Paßenrieth, Gmeinsrieth (ursprünglich: Mansenrieth) und
Öd (ursprünglich: Behaimrieth, das ist Böhmer- oder Böhmischrieth).
Der Ortsname kommt von "Hof des Putzo". Die Nachkommen des Putzo gründeten auch das westlich gelegene Putzenrieth.
Nach der verlorenen Schlacht am Weißen Berg marschierten am 2. Dezember 1620 drei Kompanien Engländer, die Jakob I.
seinem Schwiegersohn Friedrich V. (Winterkönig) zur Verfügung gestellt hatte,
von Eslarn kommend durch Putzhof nach Oberlangau.
1628 hatte Putzhof zwei Höfe, eine Sölde und ein Hüthaus und zahlte 9 Gulden 8 ½ Kreuzer Jahressteuer.
Nach Ende des Dreißigjährigen Krieges hatte Putzhof noch vier Haushaltungen.
Zum Stichtag 23. März 1913 (Osterfest) wurde Putzhof als Teil der Pfarrei Eslarn mit 3 Häusern und 23 Einwohnern aufgeführt.
Am 31. Dezember 1990 hatte Putzhof 13 Einwohner und gehörte zur Pfarrei Eslarn.